# Phrynoglossus myanhessei
Phrynoglossus myanhessei — вид жаб родини Dicroglossidae. Описаний у 2021 році.

## Етимологія
«Myan» — скорочена назва М'янми, оскільки цей вид є ендеміком М'янми. «Hessei» було обрано на знак визнання довготривалої підтримки та фінансування німецькою землею Гессен. У поєднанні назва виду myanhessei відображає багаторічну продуктивну співпрацю дослідників з Гессену та М'янми в галузі герпетології.

## Поширення
Ендемік М'янми. Поширений на плато Корат.

## Опис
Самці завдовжки 22,0–27,4 мм, самиці 28,4–31,3 мм). Жаба має відносно невеликий тимпан. Тривалість шлюбного чигналу самця 85–114 мс.